# Letlands Videnskabsakademi
Letlands Videnskabsakademi (lettisk: Latvijas Zinātņu akadēmija) er det nationale videnskabernes selskab i Letland, som etableredes den 14. februar 1946 ved samlingen af den første generalforsamling. Den 14. februar 1992 ændrede Letlands Videnskabsakademi sine statutter, og det nutidige videnskabsakademi fortsætter forskningstraditionerne fra de videnskabelige selskaber, som eksisterede i det 19. århundredes Letland, og det tidligere videnskabsakademi, som var aktivt i årene 1946 til 1991. Den ældste forgænger til Letlands Videnskabsakademi var Kurzeme Selskab for Litteratur og Kunst, som grundlagdes i Jelgava i 1815, og som fungerede som det første regionale videnskabernes selskab i Baltikum. Letlands Videnskabsråd fungerer i dag i kraft af charteret, som godkendtes af det lettiske parlament Saeima i 1997. Letlands Videnskabsakademi er medlem af Det Internationale Videnskabsråd (ICSU).